# BMW 6系列
宝马 6系列（BMW 6 Series）是德國的汽車制造商宝马公司生產的轿跑车，其前身是宝马3.0CS。

## 歷史

### 第一代（代号E24，1976年－1989年）

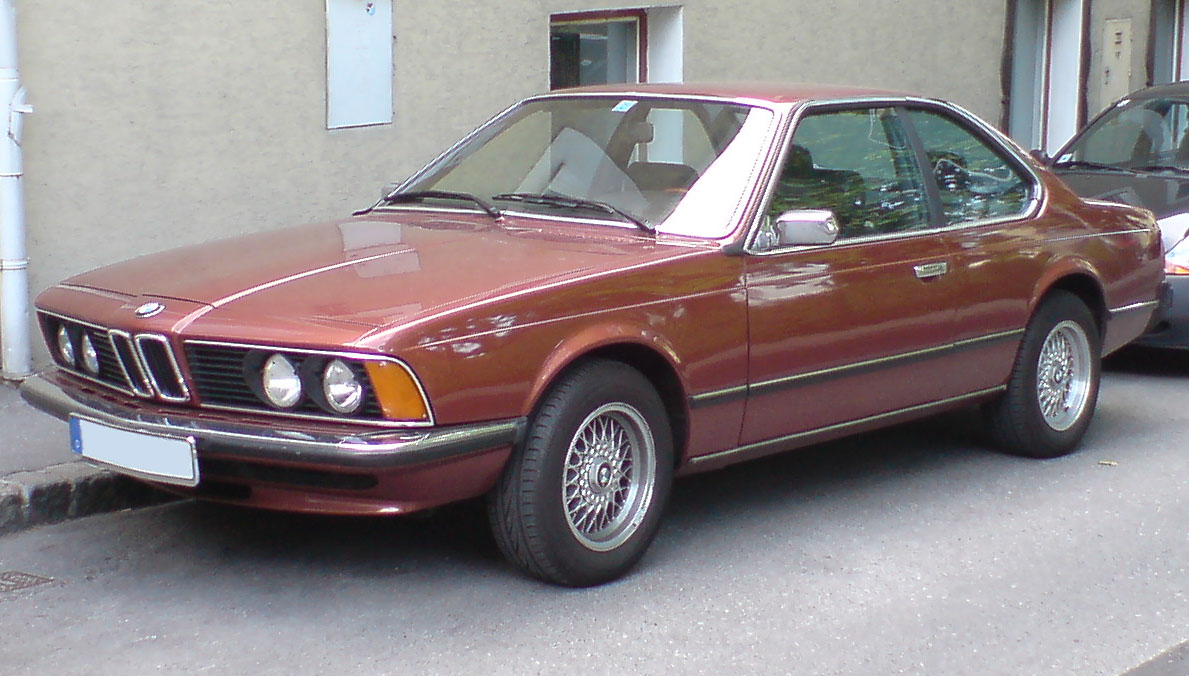
第一代

第一代6系有「世界最美的雙門轎跑車」之稱，於1976年推出，主力銷往北美市場，配備了三速/四速自動变速箱（由ZF提供）或四速/五速手動變速箱（由格特拉格提供），於1989年停產，并由寶馬8系列取代。
宝马 6系列於1976年上市時，是當時速度最快的四人座雙門跑車之一。在超過13年的生產期間內，車輛始終走在技術發展的前端，包括進氣岐管噴射、先進電子系統，以及使用觸媒轉換器淨化廢氣。
此雙門跑車由當時首席設計師Paul Bracq主導，並為BMW 6系列設計出以低腰線凸顯出大尺寸側車窗的設計。動感的車側線條展現出清晰輪廓，壓低的比例則帶來優雅氣息，並創造出難以匹敵的動態駕馭表現。搭配充滿特色的凸出車頭、佇立的雙腎型水箱護罩，讓整體外觀更加耀眼醒目。
自1978年起，宝马635CSi藉由強化的防傾桿，和運動性更強的避震器，加強車輛的賽道特質。宝马 6系列於1982年經重新研發，1984年現身於德國道路的宝马M635CSi，更是四人座運動雙門跑車中的最高進化版。搭載同樣於BMW M1中使用的BMW M88引擎、經強化的五速運動化變速箱、改良的底盤和更強大的煞車系統，創造出M車型經典的駕馭樂趣。
1987年的第二次車型更新，為頭燈和引擎換上最先進的技術。

### 第二代（代號E63/E64，2003年－2010年）

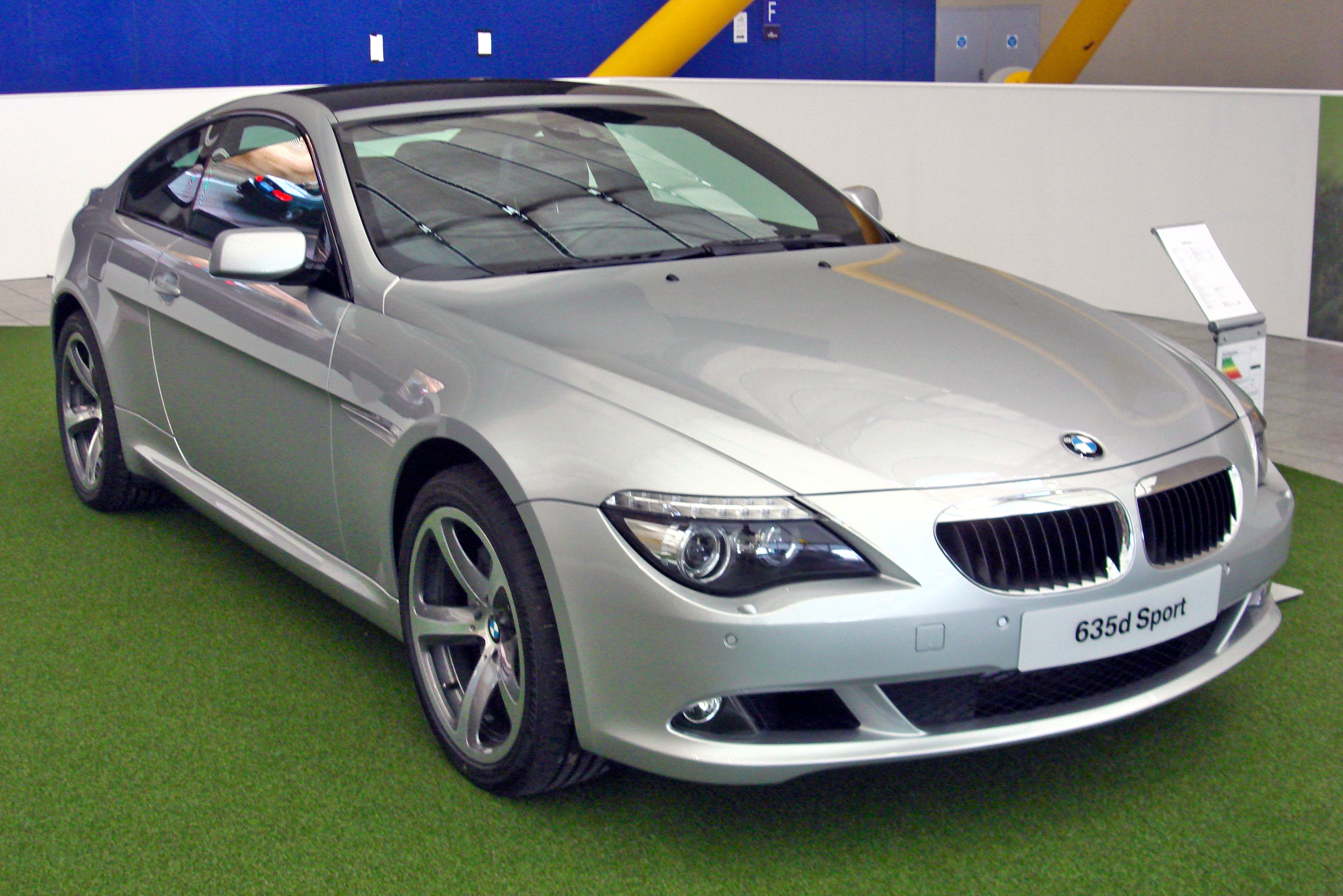
第二代

於2003年面世，以同期的寶馬5系（第五代，代号E60）作基礎開發，其售價與7系列相當接近，主力市場仍以北美为主。
2003年的全新宝马 6系列車型，受到當時的首席設計師Chris Bangle影響。BMW再度完美融合運動特質和舒適度，從外部的流暢線條便顯而易見。修長的比例和低扁、延伸且寬闊的輪廓，結合後移的座艙，展現動感且無懈可擊的自信氣息。車輛藉由細膩而強大的引擎和完整的輕量化設計，帶來令人驚豔的操控靈敏度，這也歸功於約50:50、近乎完美的前後軸配重。
結合敞篷駕乘樂趣和優異運動性能的BMW 6系列Convertible，於2004年初問世。同年上市的BMW M6搭載具507匹馬力（373千瓦）的V10引擎，獨特的輸出（每公升排氣量）足以媲美賽道車輛。
2007年的車型改款，包括設計上的細微調整，以進一步凸顯雙門跑車的跑格外觀。車內亦徹底改造控制元件，以及其它全新配備。引擎運作更具效率，BMW 650i Coupé和BMW 650i Convertible 是由具4.8升排氣量和367匹馬力（270千瓦）的8缸引擎驅動。

### 第三代（代號F06/F12/F13，2011年－2018年）

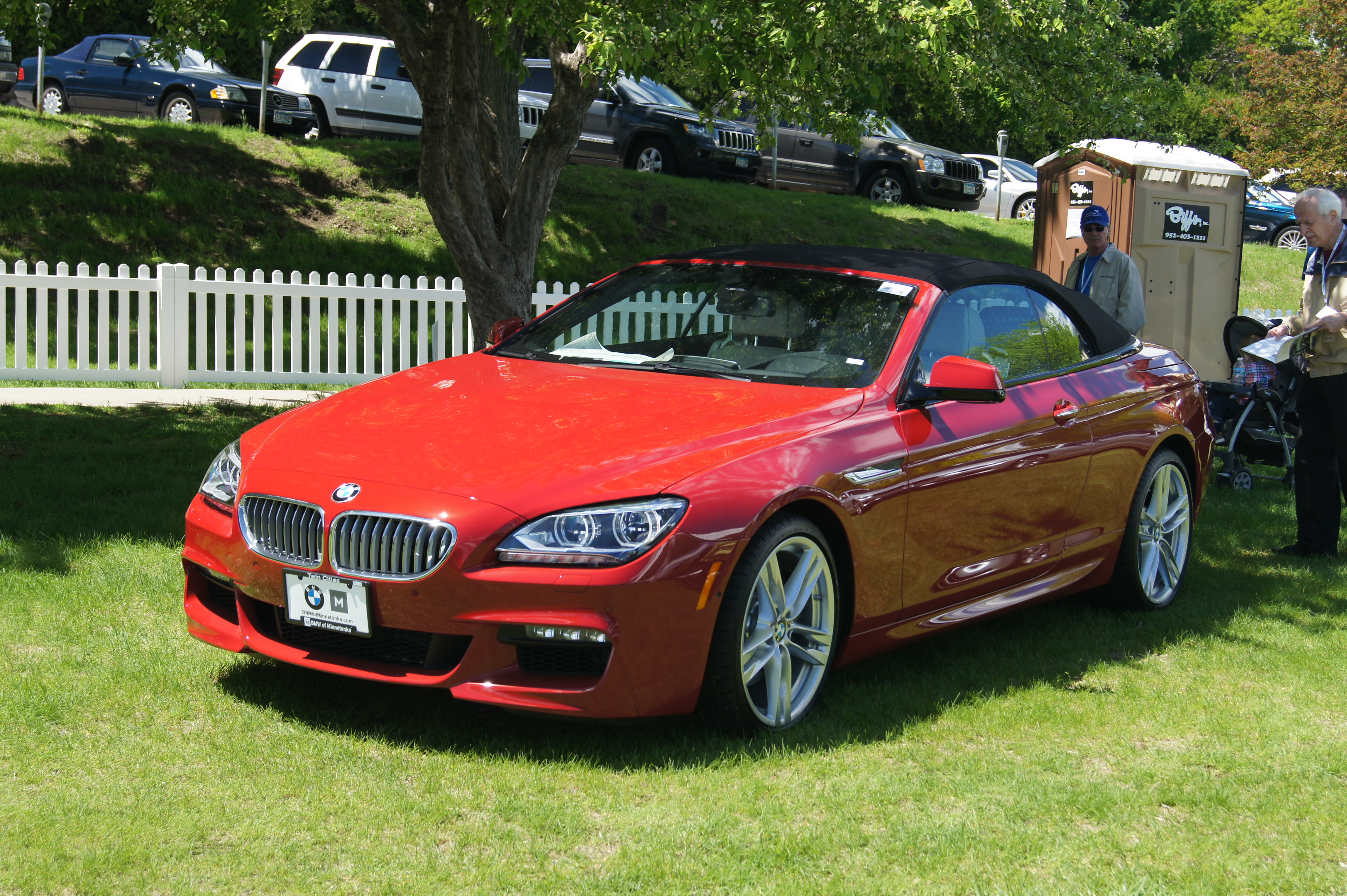
第三代

2011年推出，新增名為“Gran Coupé”的四門款式，为寶馬6系系列中第一部使用渦輪增壓的車型，更可選四輪驅動。
全新F世代的BMW 6系列，再次融合優異的乘駕舒適度、動感美學與出色的性能表現。清晰的線條令人聯想到拍打在快艇船頭的海浪，結合寬闊的車身、平坦的輪廓和延伸的造型，成就出時尚優雅和強勁動態表現的完美融合。內裝透過獨立的中控顯示幕等講究的造型及細節，展現出無與倫比的奢豪風華。
宝马 6系列Convertible配備織布車頂，兩側鰭片則凸顯出修長的造型。6和8缸引擎提供強悍的推進力，帶來舒適駕馭樂趣的動力。
宝马 6系列Gran Coupé自2012起供應。此款更加龐大的車型提供更開闊的空間和舒適度，讓前排座椅與後座彼此相連。在當時亦供應M車款，一款搭載M TwinPower Turbo科技的4.4升V8引擎，帶來卓越性能表現的高規格跑車。2015年上市的改款車型，換上全新的宝马雙腎型水箱護罩，以及更加凸顯寬度的前後擾流。自2017年起供應額外特殊車漆和配備選項，包括BMW ConnectedDrive智慧互聯駕駛、LED頭燈和作為標準配備的HiFi高傳真音響系統。

### 第四代（代号G32，2017年－）

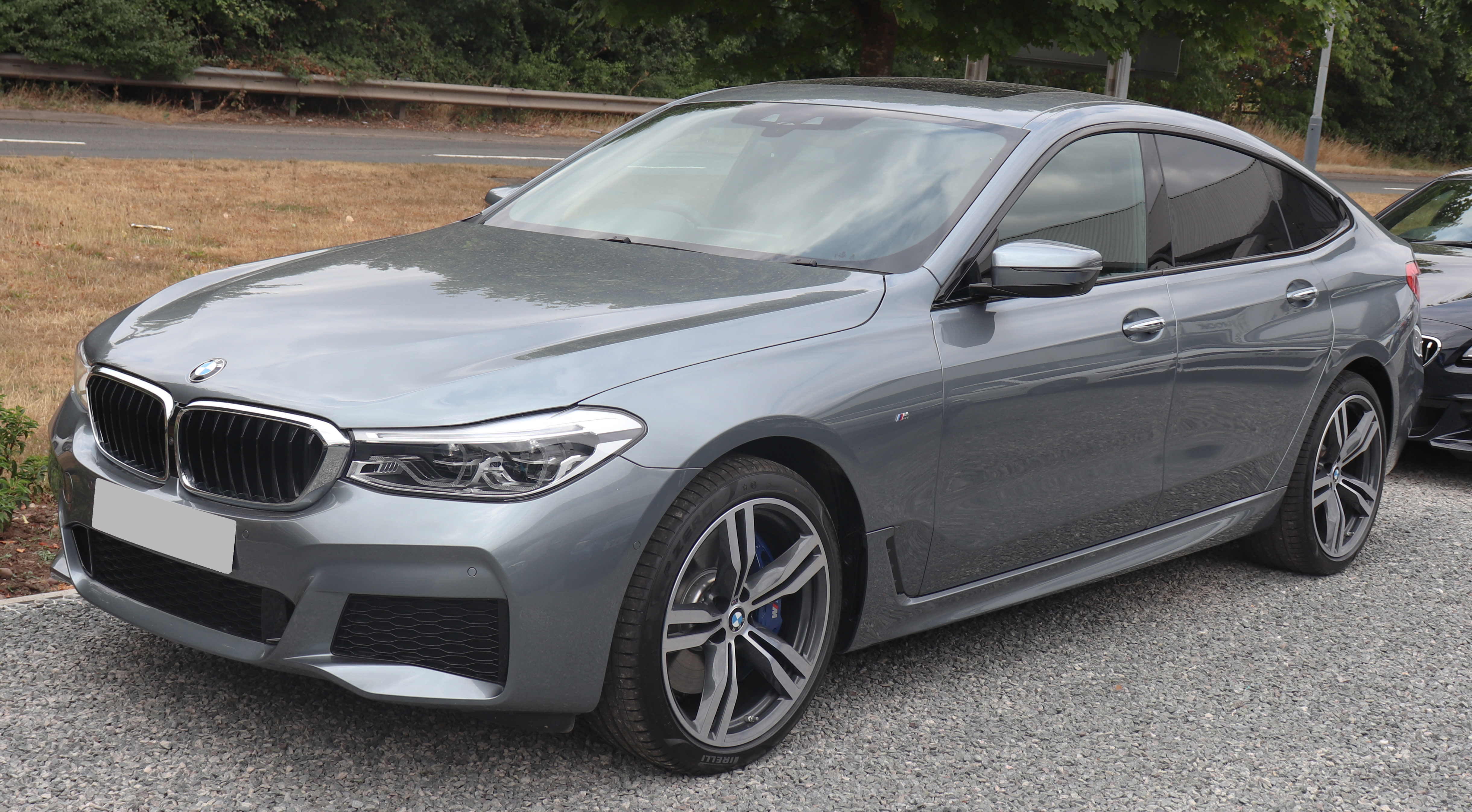
第四代

2017年6月14日在網上開賣，並於同年9月在法蘭克福車展中發佈，車體風格為五門快背，冠以6系列GT（6 Series Gran Turismo）的稱號。